# Derge
Derge (o Dêgê) è una città della Contea di Dêgê della Prefettura autonoma tibetana di Garzê, nella provincia cinese di Sichuan. Un tempo era il centro del Regno di Derge del Tibet orientale.

## Storia
Storicamente, Derge, che significa "Terra della Pietà", era uno dei tre antichi centri della cultura tibetana, insieme a Lhasa e Xiahe. Derge era la sede dei re del Regno di Derge, la cui linea di successione, che durava dal 1300, fu interrotta nei primi anni novanta con la morte dell'ultimo erede maschio. Il regno era un importante centro industriale, religioso e politico del Tibet orientale. Nei primi decenni del ventesimo secolo, il regno si trovò in una contesa politica tra gli ultimi eredi al trono, Djembel Rinch'en e Doje Senkel. L'ultimo cedette il regno alla Cina nel 1908, in cambio della cacciata del suo rivale. Il palazzo dei re di Derge venne successivamente adibito a scuola.

## Cultura

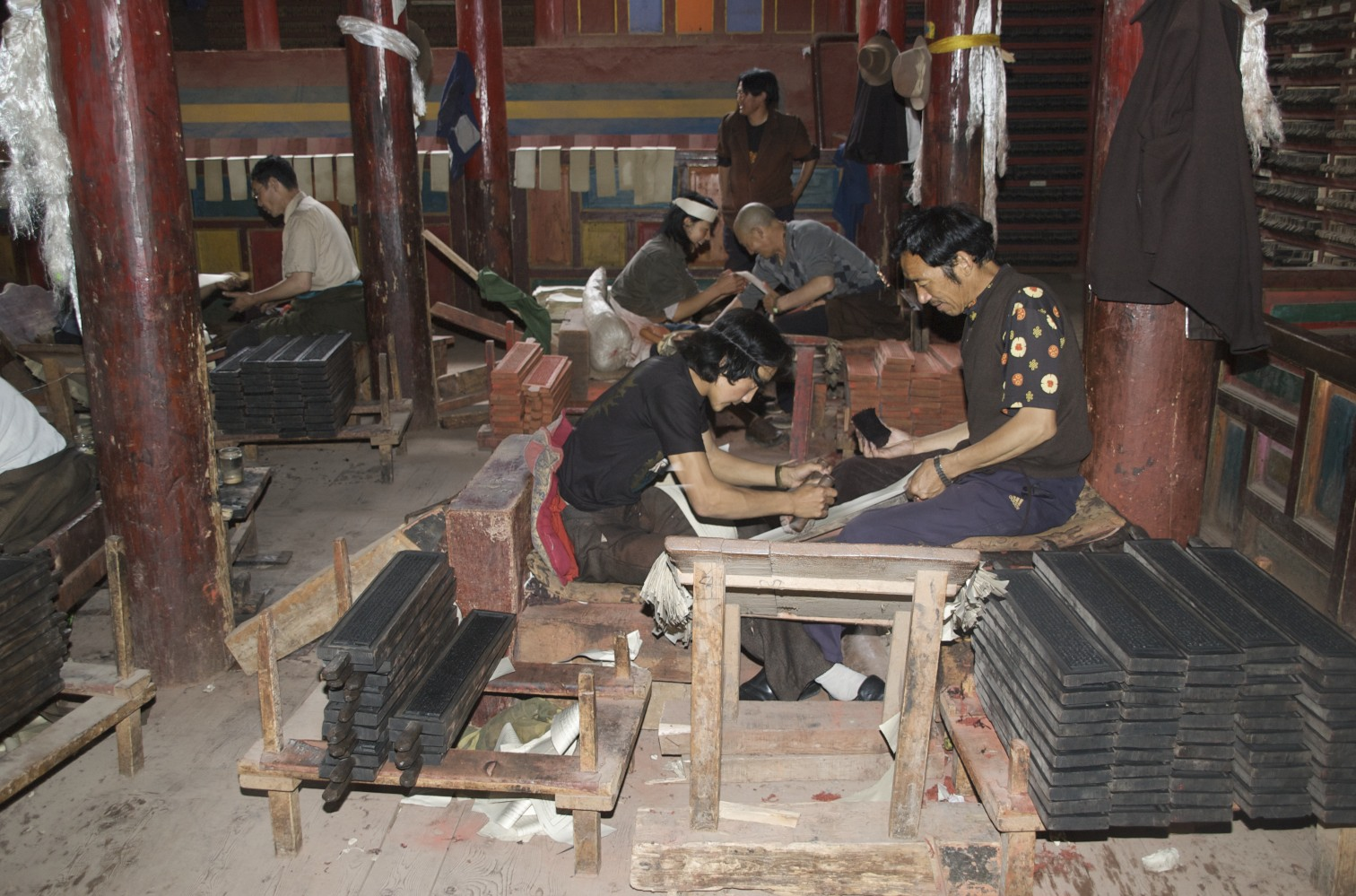
La famosa tipografia di Derge, fotografata dallo scrittore Mario Biondi in luglio 2009

La città di Derge è famosa per il Derge Parkhang, un edificio a tre piani, costruito nel 1729, dove Kangyur, una collezione di scritti buddhisti, e Tengyur, una collezione di commenti, sono ancora stampati su blocchi di legno. Fu stabilito durante il regno del re Tenpa Tsering. Il Parkhang, gestito dai monaci, continua a usare le sue antiche tecniche e non utilizza l'elettricità. Il tetto è usato per asciugare i fogli stampati.
È stato stimato che i 217.000 blocchi memorizzati a Derge comprendono il 70% dell'eredità letteraria tibetana.
La città contiene anche diversi storici monasteri tibetani, tra cui il Monastero Gongchen. Nella contea ve ne sono poi diversi altri, tra cui: Palpung, Kathok, Palyul, Shechen e Dzogchen.
È nato a Derge il maestro tibetano Chögyal Namkhai Norbu, Rinpoche (letteralmente "prezioso").